# 国道45号

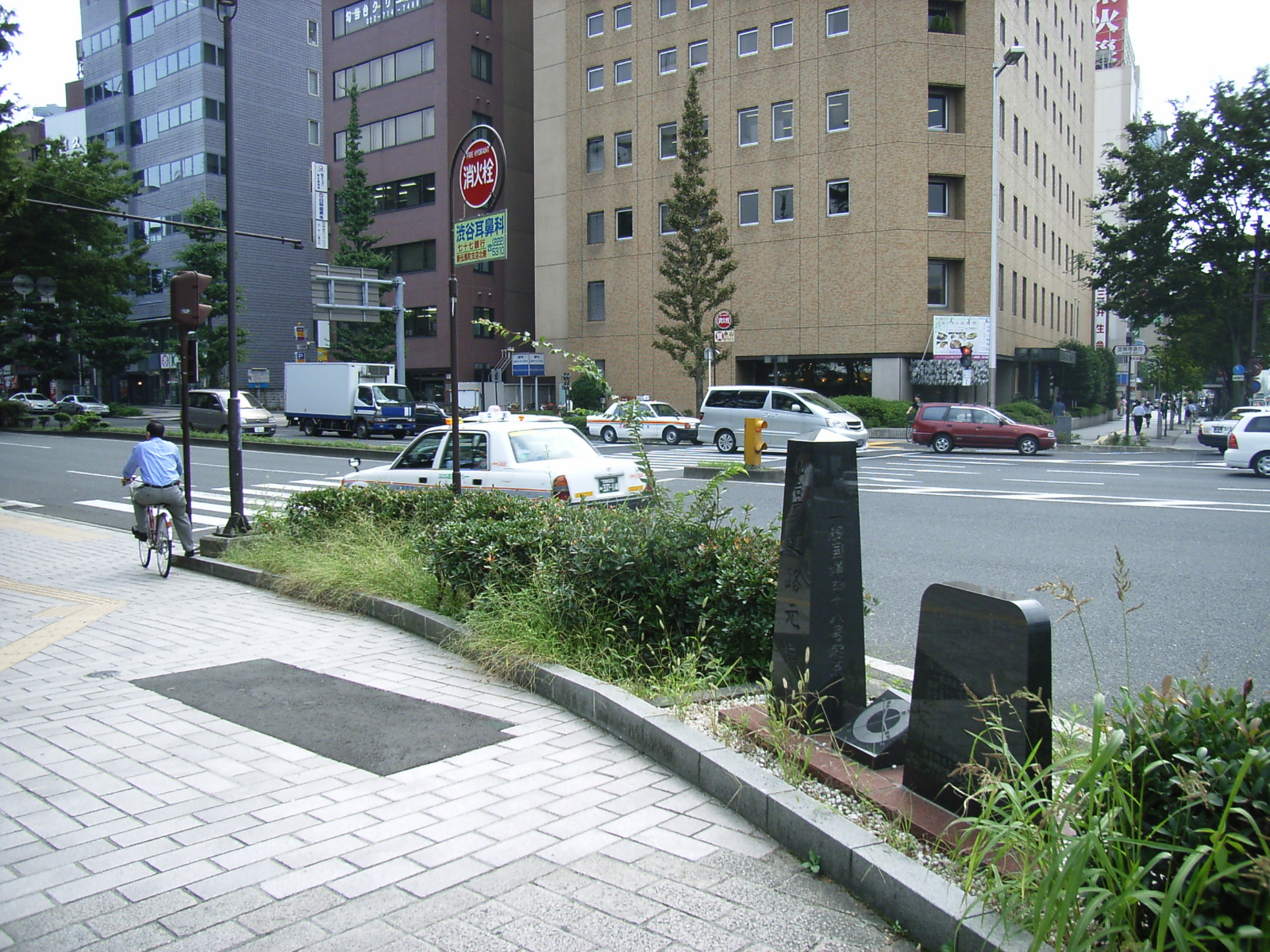
国道45号の起点、仙台市道路元標
（宮城県仙台市。2005年9月）

国道45号（こくどう45ごう）は、宮城県仙台市から太平洋沿岸や青森県十和田市を経て、青森市に至る一般国道である。

## 概要

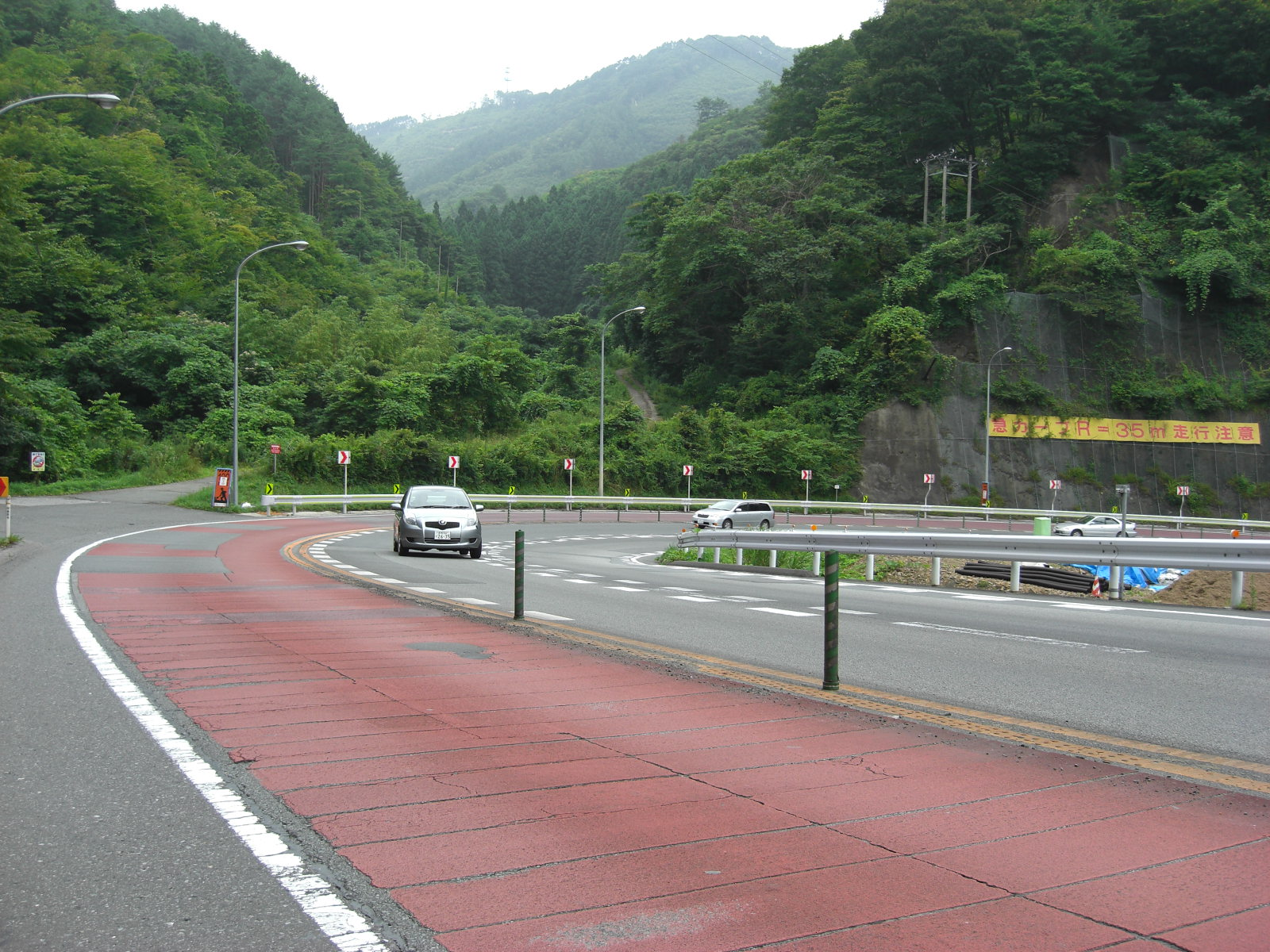
宮城県気仙沼市の只越峠を貫く唐桑トンネルを抜けた直後の地点にあるつづら折れ（ヘアピンカーブ）

宮城県より、三陸海岸を経て青森県へ至る路線である。
1963年（昭和38年）に一級国道45号として指定された当時は八戸市 - 仙台市間だけで延長507.4 kmにもおよぶ長大路線で、一部区間では車両通行が不可能だった。総延長は国道58号に次ぐ2位。実延長は国道4号に次ぐ2位。1972年（昭和47年）完成の一次改築によって同区間は411.2 kmまで短縮され、所要時間も5時間以上短縮された。
岩手県下閉伊郡岩泉町の小本地区の中野峠には最大10 %という急勾配と急カーブが2 kmにわたって続く当線最大の難所である中野坂があり、特に久慈方向から宮古方向は非常に急な下り坂で途中に3箇所、久慈方向からの緊急避難所がある。さらに、久慈方向からの降坂車が制限30 km/hを超えた場合、従来の電光表示と併用して警告音を大音量で鳴らす特殊仕様オービスもある。これを改良するため、三陸北縦貫道路整備の一環も兼ねて中野バイパス（現・岩泉道路）の整備が行われ、2010年（平成22年）11月28日に開通した。
国道45号は、中野坂以外にも、リアス式海岸の段丘部と市街地や港のある低地とを交互に通過するため、段丘を上り下りする急坂やカーブが多い。

### 路線データ
一般国道の路線を指定する政令に基づく起終点および重要な経過地は次のとおり。
- 起点：仙台市（青葉区、東二番丁定禅寺通交差点[注釈 4] = 国道48号・国道286号起点）
- 終点：青森市（長島2丁目10番2、青い森公園前[注釈 5] = 国道4号・国道7号終点、国道101号起点）
- 重要な経過地：多賀城市、塩竈市、宮城県宮城郡松島町、石巻市、同県本吉郡津山町[注釈 6]、同郡志津川町[注釈 7]、同郡本吉町[注釈 8]、気仙沼市、陸前高田市、大船渡市、釜石市、宮古市、岩手県下閉伊郡岩泉町、久慈市、八戸市、青森県上北郡下田町[注釈 9]、十和田市、同郡七戸町、同郡野辺地町
- 総延長 : 870.8 km（青森県 163.9 km、岩手県 446.2 km、宮城県 249.0 km、仙台市 11.8 km）重用延長を含む。[5][注釈 10]
- 重用延長 : 76.0 km（青森県 76.0 km、岩手県 - km、宮城県 - km、仙台市 - km）[5][注釈 10]
- 未供用延長 : なし[5][注釈 10]
- 実延長 : 794.8 km（青森県 87.8 km、岩手県 446.2 km、宮城県 249.0 km、仙台市 11.8 km）[5][注釈 10]
  - 現道 : 760.6 km（青森県 53.6 km、岩手県 446.2 km、宮城県 249.0 km、仙台市 11.8 km）[5][注釈 10]
  - 旧道 : なし[5][注釈 10]
  - 新道 : 34.2 km（青森県 34.2 km、岩手県 - km、宮城県 - km、仙台市 - km）[5][注釈 10]
- 指定区間：仙台市青葉区本町3丁目9番2 - 青森市長島2丁目10番2（全線）[6]

## 歴史
国道45号は、1953年（昭和28年）に指定された二級国道111号八戸仙台線を前身とする国道である。その後、二級国道のなかから重要な路線として認められ、1963年（昭和38年）に他の二級国道102号八戸弘前線の一部区間と統合するかたちで、一級国道の第三次路線指定を受けて、一級国道45号として指定された路線であった。その当時は、三陸のリアス式海岸の特徴でもある長大な海岸線沿いに道路が走っていたことから、岩手県内だけでも約330 kmもの道路延長があったうえ、道路の状態も悪く、通行に10時間以上を要する道路でもあった。1965年（昭和40年）に道路法が改正されて、一級・二級国道の統廃合により、一般国道45号となった。国道指定以来、バイパスなどの道路改良が続けられ、現在では道路延長が100 km近く短縮されている。

### 年表
- 1953年（昭和28年）5月18日 - 二級国道111号八戸仙台線（青森県八戸市 - 宮城県仙台市）
- 1963年（昭和38年）4月1日 - 一級国道45号（宮城県仙台市 - 青森県青森市）

111号（仙台市 - 八戸市）、102号の一部（八戸市 - 十和田市）を昇格。十和田市 - 青森市間は国道4号と重複。111号は欠番に。
- 1965年（昭和40年）4月1日 - 一般国道45号（宮城県仙台市 - 青森県青森市）
- 1972年（昭和47年）10月15日 - 一次改築が完成し、全線開通した。

### 災害について

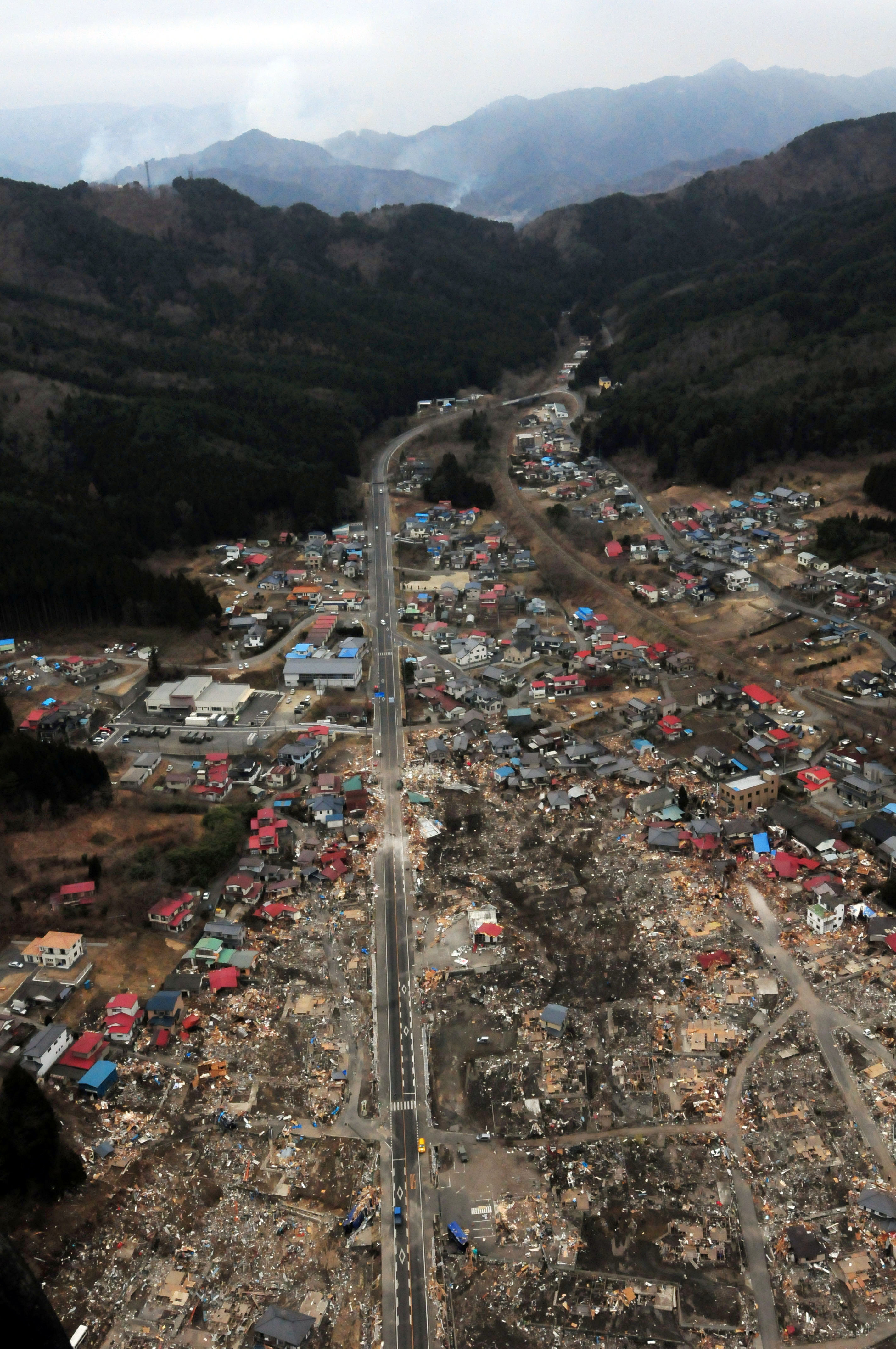
東北地方太平洋沖地震（東日本大震災）に伴って発生した大津波で壊滅的被害を受けた岩手県上閉伊郡大槌町吉里吉里地区の航空写真（2011年3月15日撮影）。画像中央を走る幅の広い道路が国道45号。山並みの向こうには大槌港の南側で発生した火災による煙も見える。

- 2011年（平成23年）3月11日 - 東北地方太平洋沖地震（東日本大震災）とそれに伴って発生した津波などにより、落橋、道路流失、法面崩落など、甚大な被害を受ける[8][9]（東日本大震災）。
  - 歌津大橋（宮城県本吉郡南三陸町歌津）と気仙大橋（岩手県陸前高田市気仙町）の2つの橋は川を逆流した津波により橋脚以外が消滅した[10][11]。
  - 4月11日 - 震災によって通行不能になった歌津大橋の復旧のめどが立たないため、並行している宮城県道236号払川町向線および南三陸町道伊里前線の約1.2 kmが迂回路として国道45号に編入された[12]。
  - 4月16日 - 気仙大橋の10 mほど下流に架設の仮橋を建設する工事が開始された[11]。
  - 7月10日 - 気仙大橋の仮橋が開通した[13]。
- 2012年（平成24年）2月3日 - 石巻市成田付近で震災によって法面が大規模崩壊して通行止になっていた箇所が開通した。これで国道45号の震災の影響による通行止はすべて解除された。

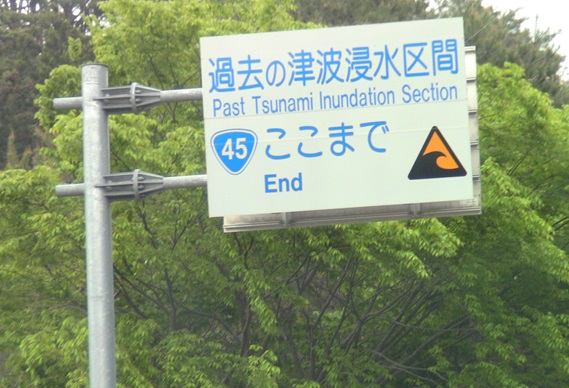
東日本大震災の津波を受けて実際に設置されている標識

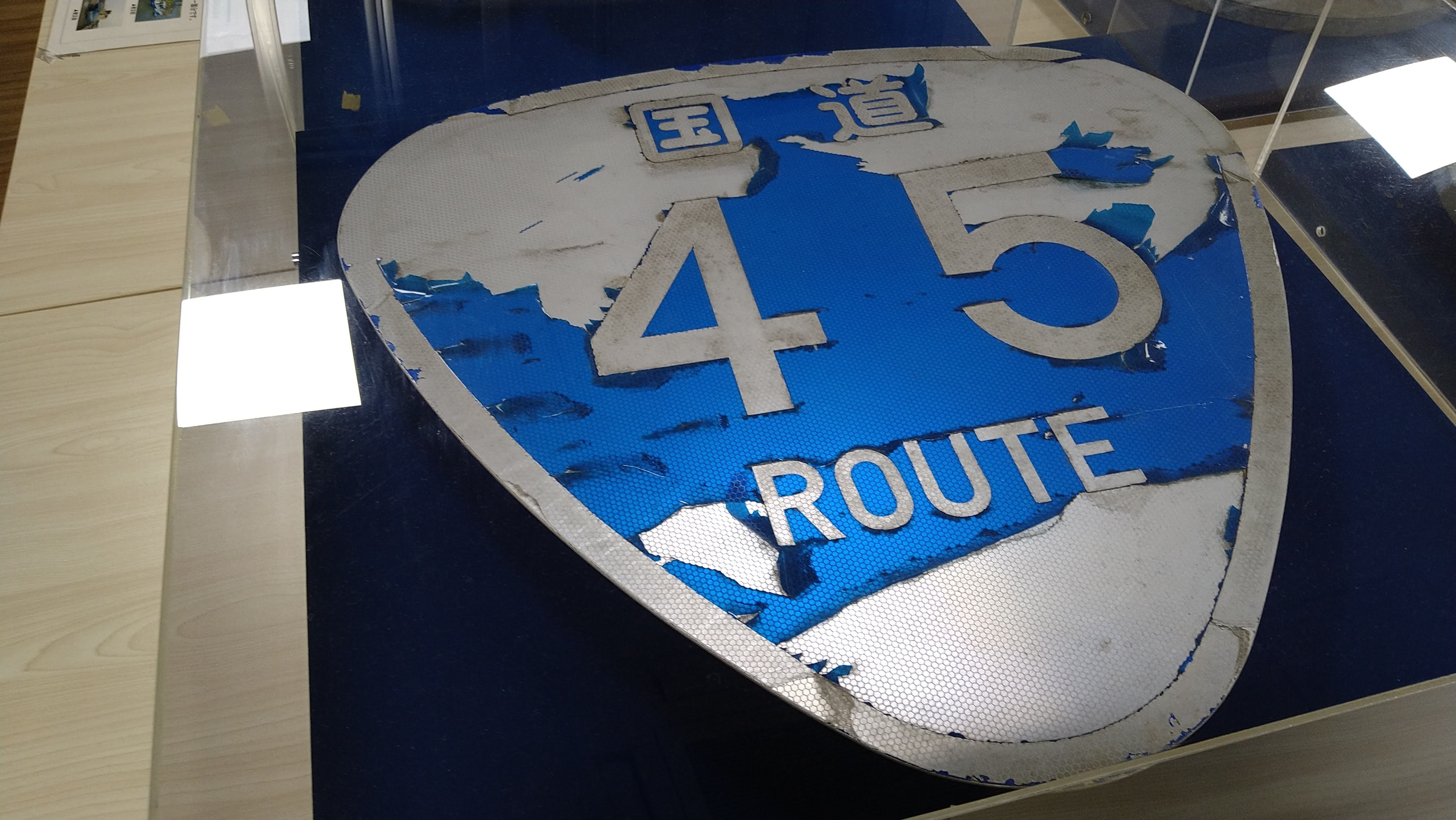
津波で損傷した国道45号の標識
（石巻市道の駅「上品の郷」展示品）

- 2013年（平成25年）4月1日 - 岩手県・宮城県の津波到達地点（1896年三陸地震・1933年三陸地震・1960年チリ地震・2011年東日本大震災の、計4つの津波）にそのことを示す看板を設置した。また、津波警報が発表されたときに通行規制を行う情報板も設置し、当日から運用開始した[14]。

## 路線状況
陸奥国府・多賀城、日本三景の一つである松島、三陸海岸などを経由するため、東北地方における観光ルートの面を持つ。常磐海岸を経由する国道6号と共に、日本の東海岸における主要国道の一つである。

### 別名
- 定禅寺通：仙台市道路愛称名。
- 愛宕上杉通：仙台市道路愛称名。
- 花京院通：仙台市歴史的町名等活用推進事業。
- 仙塩街道
- 石巻街道
- 一関街道
- 東浜街道
- 浜街道

### 自動車専用道路
- E6 / E45 三陸沿岸道路 ほぼ全線が国道45号に指定されている（一部は宮城県道8号仙台松島線）。
  - E6 / E45 三陸縦貫自動車道
  - E45 三陸北縦貫道路
  - E45 八戸久慈自動車道
- E4A 百石道路：側道は青森県道8号八戸野辺地線。
- E4A 上北自動車道
  - 上北道路・上北天間林道路・天間林道路

#### 有料道路
- E6 / E45 仙塩道路・仙台松島道路 (鳴瀬道路) （宮城県）
- E4A 百石道路

### バイパス道路
- 坂下拡幅（宮城県）
- 多賀城バイパス（宮城県）
- 高城バイパス（宮城県）
- 川の上バイパス（宮城県）
- 気仙沼バイパス（宮城県）：旧道は宮城県道26号気仙沼唐桑線および宮城県道・岩手県道34号気仙沼陸前高田線に組み入れ。
- 陸前高田バイパス（岩手県）：旧道は岩手県道141号陸前高田停車場線へ組み入れ（その後県道は廃止）。
- 通岡道路（岩手県）：旧道は岩手県道38号大船渡広田陸前高田線などへ降格。
- 大船渡バイパス（岩手県）
- 盛バイパス（岩手県）：旧道は岩手県道230号丸森権現堂線へ降格。
- 釜石バイパス（岩手県）：旧道は岩手県道4号釜石港線および岩手県道242号水海大渡線へ降格。
- 大槌バイパス（岩手県）：旧道は岩手県道280号大槌小鎚線へ降格。
- 宮古北バイパス（岩手県）：旧道は岩手県道259号崎山宮古線へ降格。
- 茂師改良（岩手県） : 旧道は通行止め。
- 久慈バイパス（岩手県）
- 種市バイパス（岩手県）：旧道は岩手県道247号角ノ浜玉川線へ降格。
- 八戸バイパス（青森県）：旧道は青森県道251号妙売市線へ降格。
  - 八戸北バイパス（青森県）：旧道は青森県道8号八戸野辺地線に組み入れ。
- 六戸バイパス（青森県）
- 十和田バイパス（青森県）：国道4号と重複。
- 七戸バイパス（青森県）：国道4号と重複。

### 重複区間
- 国道346号（宮城県仙台市 - 宮城郡松島町・根廻交差点、宮城県気仙沼市本吉町 - 宮城県気仙沼市・松川IC）
- 国道398号（宮城県本吉郡南三陸町戸倉 - 本吉郡南三陸町志津川五日町）
- 国道284号（宮城県気仙沼市・松川IC - 岩手県陸前高田市）
- 国道4号（青森県十和田市三本木 - 青森市・青い森公園前（終点））
- 国道394号（青森県上北郡七戸町影津内 - 上北郡七戸町上町野）

### 道路施設

#### 主なトンネル
- 鍬台トンネル（長さ2,150 m）：岩手県大船渡市 - 釜石市。国道45号で最長のトンネル。旧道は岩手県道250号吉浜上荒川線へ降格。
- 鳥谷坂トンネル（長さ1,350 m）：岩手県釜石市。旧道は岩手県道242号水海大渡線へ降格。

#### 道の駅
- 宮城県
  - 上品の郷（石巻市）
  - 津山（登米市）
  - 大谷海岸（気仙沼市）
- 岩手県
  - 高田松原（陸前高田市）
  - さんりく（大船渡市）
  - ふなこし（下閉伊郡山田町）
  - やまだ（下閉伊郡山田町）
  - みやこ（宮古市）
  - たろう（宮古市）
  - たのはた（下閉伊郡田野畑村）
  - のだ（九戸郡野田村）
  - いわて北三陸（久慈市）
- 青森県
  - はしかみ（三戸郡階上町）
  - ろくのへ（上北郡六戸町）
  - しちのへ（上北郡七戸町）
  - 浅虫温泉（青森市）

## 地理

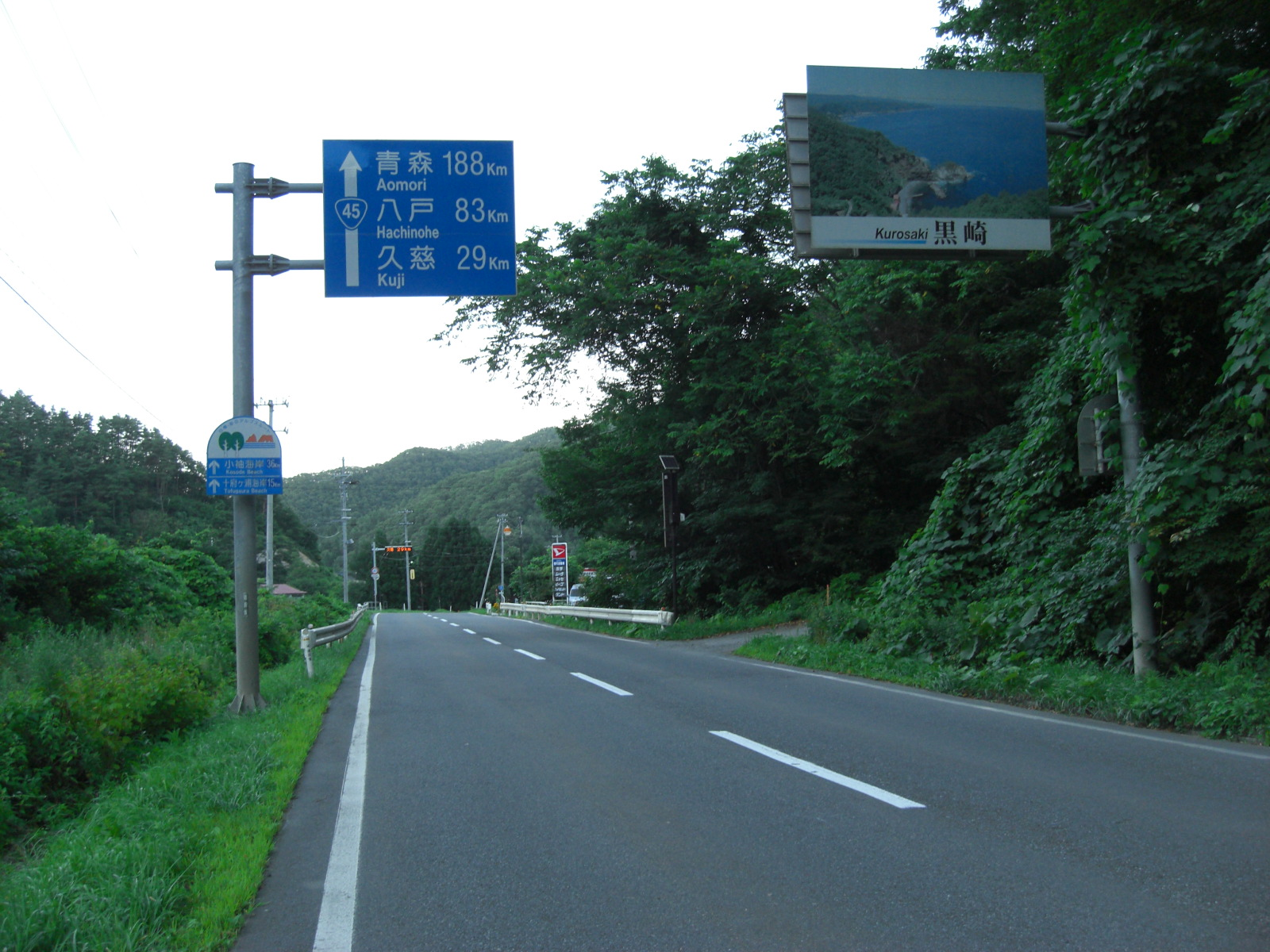
岩手県下閉伊郡の普代村付近

### 通過する自治体
- 宮城県
  - 仙台市（青葉区 - 宮城野区） - 多賀城市 - 塩竈市 - 宮城郡利府町 - 宮城郡松島町 - 東松島市 - 石巻市 - 登米市 - 本吉郡南三陸町 - 気仙沼市
- 岩手県
  - 陸前高田市 - 大船渡市 - 釜石市 - 上閉伊郡大槌町 - 下閉伊郡山田町 - 宮古市 - 下閉伊郡岩泉町 - 下閉伊郡田野畑村 - 下閉伊郡普代村 - 九戸郡野田村 - 久慈市 - 九戸郡洋野町
- 青森県
  - 三戸郡階上町 - 八戸市 - 上北郡おいらせ町 - 上北郡六戸町 - 十和田市 - 上北郡六戸町 - 十和田市 - 上北郡七戸町 - 上北郡東北町 - 上北郡野辺地町 - 東津軽郡平内町 - 青森市

### 交差する道路
バイパス道路のうち、三陸沿岸道路・上北自動車道からの接続路線を除く（それぞれの接続路線については各記事を参照）。
一般国道・高速道路
- 宮城県
  - 国道48号・国道286号（仙台市青葉区・東二番丁定禅寺通交差点）
  - 国道4号仙台バイパス・国道6号・国道47号（仙台市宮城野区・苦竹IC）（※国道6号は終点、岩沼市方面から、国道47号は起点、大崎市方面へ、いずれも国道4号に重複）
  - E6 仙台東部道路・三陸沿岸道路（仙塩道路）仙台港北IC（仙台市宮城野区）
  - 国道346号（仙台市 -（重複）- 宮城郡松島町・根廻交差点）
  - E45 三陸沿岸道路（仙台松島道路・矢本石巻道路）鳴瀬奥松島IC（東松島市）
  - 国道398号（石巻市・大街道新橋西詰）
  - 国道108号（石巻市・丸井戸交差点）
  - 国道398号石巻バイパス（石巻市）
  - E45 三陸沿岸道路（矢本石巻道路）河北IC（石巻市）
  - 国道342号（登米市津山町柳津）
  - 国道398号（本吉郡南三陸町戸倉 -（重複）- 本吉郡南三陸町志津川五日市）
  - E45 三陸沿岸道路（南三陸道路）南三陸海岸IC（本吉郡南三陸町）
  - E45 三陸沿岸道路（南三陸道路・歌津本吉道路）歌津IC（本吉郡南三陸町）
  - E45 三陸沿岸道路（歌津本吉道路）歌津北IC（本吉郡南三陸町）
  - E45 三陸沿岸道路（歌津本吉道路）小泉海岸IC（気仙沼市）
  - 国道346号（気仙沼市本吉町風越 -（重複）- 気仙沼市）
  - 国道456号（※国道346号と重複、終点）（気仙沼市本吉町風越）
  - E45 三陸沿岸道路（本吉気仙沼道路）大谷海岸IC（気仙沼市）
  - E45 三陸沿岸道路（本吉気仙沼道路・気仙沼道路）気仙沼中央IC（気仙沼市）
  - 国道284号（気仙沼市・松川IC -（重複）- 陸前高田市）
  - E45 三陸沿岸道路（唐桑道路）唐桑半島IC（気仙沼市）
  - E45 三陸沿岸道路（唐桑道路・唐桑高田道路）唐桑小原木IC（気仙沼市）
- 岩手県
  - E45 三陸沿岸道路（唐桑高田道路）陸前高田長部IC（陸前高田市）
  - 国道340号（※国道340号重複 = 国道343号）（陸前高田市気仙町土手影）
  - E45 三陸沿岸道路（高田道路・大船渡三陸道路）通岡IC（陸前高田市）
  - E45 三陸沿岸道路（大船渡三陸道路）大船渡碁石海岸IC（大船渡市）
  - 国道107号（※国道107号重複 = 国道397号）（大船渡市・権現堂橋南詰）
  - E45 三陸沿岸道路（大船渡三陸道路）大船渡IC（大船渡市）
  - E45 三陸沿岸道路（大船渡三陸道路）大船渡北IC（大船渡市）
  - E45 三陸沿岸道路（大船渡三陸道路・吉浜道路）三陸IC（大船渡市）
  - E45 三陸沿岸道路（吉浜道路・吉浜釜石道路）吉浜IC（大船渡市）
  - E45 三陸沿岸道路（吉浜釜石道路）釜石南IC（釜石市）
  - E45 三陸沿岸道路（吉浜釜石道路）釜石唐丹IC（釜石市）
  - 国道283号（釜石市・松原交差点）
  - E45 三陸沿岸道路（釜石山田道路）釜石北IC（釜石市）
  - E45 三陸沿岸道路（釜石山田道路・山田道路）山田南IC（山田町）
  - E45 三陸沿岸道路（山田道路・山田宮古道路）山田IC（山田町）
  - E45 三陸沿岸道路（山田宮古道路・宮古道路）宮古南IC（宮古市）
  - 国道106号（宮古盛岡横断道路（宮古西道路））宮古港IC（宮古市）
  - 国道106号（現道）（宮古市・築地交差点）
  - E45 三陸沿岸道路（宮古田老道路）田老真崎海岸IC（宮古市）
  - E45 三陸沿岸道路（田老岩泉道路）岩泉南IC（岩泉町）
  - 国道455号（下閉伊郡岩泉町・小本交差点）
  - E45 三陸沿岸道路（岩泉道路）鵜の巣断崖IC（下閉伊郡田野畑村）
  - E45 三陸沿岸道路（尾肝要道路）田野畑北IC（下閉伊郡田野畑村）
  - E45 三陸沿岸道路（野田久慈道路）普代北IC（下閉伊郡普代村）
  - E45 三陸沿岸道路（野田久慈道路）久慈宇部IC（久慈市）
  - E45 三陸沿岸道路（野田久慈道路）久慈南IC（久慈市）
  - 国道281号（久慈市長内町）
  - E45 三陸沿岸道路（野田久慈道路・久慈道路）久慈IC・国道395号（久慈市）
  - E45 三陸沿岸道路（久慈道路・久慈北道路）久慈北IC・国道395号（久慈市）
  - E45 三陸沿岸道路（久慈北道路）侍浜南IC（久慈市）
  - E45 三陸沿岸道路（洋野階上道路）洋野有家IC（九戸郡洋野町）
- 青森県
  - E45 三陸沿岸道路（洋野階上道路・八戸南道路）階上IC（三戸郡階上町）
  - E45 三陸沿岸道路（八戸南道路・八戸南環状道路）八戸南IC
  - 国道340号（八戸市・塩町交差点）
  - 国道104号（八戸市・下長交差点）
  - E4A 八戸自動車道・百石道路 八戸北IC（八戸市）
  - 国道338号（上北郡おいらせ町・苗振谷地交差点）
  - E4A 百石道路・第二みちのく有料道路 下田百石IC（上北郡おいらせ町）
  - 国道102号（十和田市三本木）
  - 国道4号（十和田市三本木 -（重複）- 青森市・青い森公園前終点、ただし地図上での重複表現および、この区間での国道45号標識は無い）
  - 国道394号（上北郡七戸町影津内 -（重複）- 上町野）
  - E4A 上北自動車道 七戸北IC（七戸町）
  - 下北半島縦貫道路（野辺地バイパス）野辺地IC（上北郡野辺地町）
  - 国道279号（上北郡野辺地町・松ノ木平交差点）
  - 国道7号青森環状道路（青森市平新田）
  - 国道103号（青森市・橋本2丁目交差点）
  - 国道7号（※国道7号重複 = 国道101号・国道280号）（青森市・青い森公園前終点）

県道
- 宮城県
  - 宮城県道22号仙台泉線（仙台市青葉区・東二番丁定禅寺通交差点）
  - 宮城県道137号荒浜原町線（仙台市宮城野区・五輪1丁目交差点）
  - 宮城県道138号原町停車場線（仙台市宮城野区五輪二丁目）
  - 宮城県道8号仙台松島線（仙台市宮城野区・坂下交差点）
  - 宮城県道141号今市福田線（仙台市宮城野区・福田大橋西詰）
  - 宮城県道139号蒲生福田線（仙台市宮城野区・福田大橋東詰）
  - 宮城県道141号今市福田線（仙台市宮城野区福室四丁目）
  - 宮城県道10号塩釜亘理線（多賀城市・八幡交差点）
  - 宮城県道58号塩釜七ヶ浜多賀城線（多賀城市・八幡交差点）
  - 宮城県道143号多賀城停車場線（多賀城市八幡四丁目）
  - 宮城県道58号塩釜七ヶ浜多賀城線（多賀城市・下馬交差点）
  - 宮城県道58号塩釜七ヶ浜多賀城線（多賀城市下馬三丁目）
  - 宮城県道11号塩釜港線（塩竈市・港町交差点）
  - 宮城県道58号塩釜七ヶ浜多賀城線（塩竈市・海岸通り交差点）
  - 宮城県道3号塩釜吉岡線（塩竈市海岸通）
  - （宮城県道271号利府中インター線・事業中）（塩竈市杉の入）
  - 宮城県道144号赤沼松島線（宮城郡松島町松島）
  - 宮城県道213号松島停車場線（宮城郡松島町・松島駅前交差点）
  - 宮城県道145号高城停車場線（宮城郡松島町高城）
  - 宮城県道8号仙台松島線（宮城郡松島町・愛宕交差点）
  - 宮城県道60号鹿島台鳴瀬線（東松島市・川下交差点 -（重複）- 浅井交差点）
  - 宮城県道204号河南鳴瀬線（東松島市川下）
  - 宮城県道150号鳴瀬南郷線（東松島市・小野交差点）
  - 宮城県道243号大塩小野停車場線（東松島市矢本）
  - 宮城県道43号矢本河南線（東松島市矢本）
  - 宮城県道205号矢本停車場線（東松島市矢本）
  - 宮城県道247号石巻工業港矢本線（東松島市・自衛隊入口交差点）
  - 宮城県道251号石巻港インター線（東松島市赤井）
  - 宮城県道16号石巻鹿島台色麻線（石巻市・蛇田交差点）
  - 宮城県道296号石巻女川インター線（石巻市蛇田）
  - 宮城県道191号鹿又広渕線（石巻市・鹿又交差点）
  - 宮城県道196号神取河北線（石巻市小船越）
  - 宮城県道30号河北桃生線（石巻市・古川橋交差点）
  - 宮城県道197号北上河北線（石巻市・飯野川橋交差点・成田交差点）
  - 宮城県道61号涌谷津山線（登米市・水守橋東詰）
  - 宮城県道64号北上津山線（登米市津山町横山）
  - 宮城県道172号志津川登米線（本吉郡南三陸町志津川塩入）
  - 宮城県道221号清水浜志津川港線（本吉郡南三陸町志津川五日町）
  - 宮城県道206号馬籠志津川線（本吉郡南三陸町・磯の沢橋西詰）
  - 宮城県道236号払川町向線（本吉郡南三陸町歌津）
  - 宮城県道225号泊崎半島線（本吉郡南三陸町・管の浜交差点・田の浦交差点）
  - 宮城県道26号気仙沼唐桑線（気仙沼市松崎馬場）
  - 宮城県道65号気仙沼本吉線（気仙沼市上田中一丁目）
  - 宮城県道・岩手県道34号気仙沼陸前高田線（気仙沼市西八幡町）
  - 宮城県道218号大島浪板線（気仙沼市東八幡前）
  - 宮城県道239号馬場只越線（気仙沼市唐桑町境）

- 岩手県
  - 岩手県道229号長部漁港線（陸前高田市気仙町川口）
  - 岩手県道38号大船渡広田陸前高田線（陸前高田市沼田交差点・米崎町川向・大船渡市大船渡町丸森）
  - 岩手県道230号丸森権現堂線（大船渡市大船渡町下船渡・権現堂橋南詰）
  - 岩手県道9号大船渡綾里三陸線（大船渡市猪川町前田・大船渡市三陸町越喜来）
  - 岩手県道250号吉浜上荒川線（大船渡市三陸町吉浜）
  - 岩手県道193号唐丹日頃市線（釜石市唐丹町・釜石南IC交差点）
  - 岩手県道249号桜峠平田線（釜石市唐丹町・平田駅入口交差点）
  - 岩手県道242号水海大渡線（釜石市両石町）
  - 岩手県道35号釜石遠野線（釜石市鵜住居町）
  - 岩手県道231号吉里吉里釜石線（釜石市片岸町）
  - 岩手県道280号大槌小鎚線（上閉伊郡大槌町小鎚）
  - 岩手県道26号大槌小国線（上閉伊郡大槌町大槌）
  - 岩手県道280号大槌小鎚線（上閉伊郡大槌町大槌）
  - 岩手県道231号吉里吉里釜石線（上閉伊郡大槌町吉里吉里一丁目）
  - 岩手県道147号陸中山田停車場線（下閉伊郡山田町川向町）
  - 岩手県道41号重茂半島線（下閉伊郡山田町大沢）
  - 岩手県道290号宮古山田線（下閉伊郡山田町豊間根）
  - 岩手県道41号重茂半島線・岩手県道163号津軽石停車場線（宮古市・津軽石交差点）
  - 岩手県道277号宮古港線（宮古市磯鶏一丁目）
  - 岩手県道259号崎山宮古線（宮古市・愛宕交差点）
  - 岩手県道248号浄土ケ浜線（宮古市・浄土ヶ浜西口交差点）
  - 岩手県道259号崎山宮古線（宮古市崎山）
  - 岩手県道177号有芸田老線（宮古市田老向山）
  - 岩手県道291号小本港線（下閉伊郡岩泉町・小本交差点）
  - 岩手県道44号岩泉平井賀普代線（下閉伊郡田野畑村大芦・下閉伊郡田野畑村島越）
  - 岩手県道173号田野畑岩泉線（下閉伊郡田野畑村一の渡）
  - 岩手県道202号普代小屋瀬線（下閉伊郡普代村中村）
  - 岩手県道44号岩泉平井賀普代線（下閉伊郡普代村・普代交差点）
  - 岩手県道273号安家玉川線（九戸郡野田村・安家大橋北詰）
  - 岩手県道217号野田港線（九戸郡野田村）
  - 岩手県道29号野田山形線（九戸郡野田村野田）
  - 岩手県道268号野田長内線（久慈市長内町）
  - 岩手県道149号侍浜停車場線・岩手県道279号侍浜夏井線（久慈市侍浜町）
  - 岩手県道139号陸中中野停車場線（九戸郡洋野町中野）
  - 岩手県道164号明戸八木線・岩手県道216号八木港線（九戸郡洋野町種市）
  - 岩手県道247号角ノ浜玉川線（九戸郡洋野町種市）
  - 岩手県道269号明戸種市線（九戸郡洋野町種市）
  - 岩手県道20号軽米種市線・岩手県道150号種市停車場線（九戸郡洋野町・緑ヶ丘交差点）
  - 岩手県道247号角ノ浜玉川線（九戸郡洋野町・角浜交差点）

- 青森県
  - 青森県道1号八戸階上線（三戸郡階上町道仏）
  - 青森県道42号名川階上線（三戸郡階上町道仏）
  - 青森県道251号妙売市線（八戸市・花生交差点）
  - 青森県道29号八戸環状線（八戸市・四本松交差点）
  - 青森県道139号差波新井田線（八戸市・塩入交差点）
  - 青森県道1号八戸階上線（八戸市・塩町交差点）
  - 青森県道19号八戸百石線（八戸市・石堂交差点）
  - 青森県道8号八戸野辺地線（八戸市・下長交差点）
  - 青森県道29号八戸環状線（八戸市・八戸北IC北側交差点）
  - 青森県道8号八戸野辺地線（八戸市・市川西交差点 - （重複） - 八戸市・市川交差点）
  - 青森県道15号橋向五戸線（八戸市・菅谷地交差点）
  - 青森県道141号市川下田停車場線（八戸市・高屋敷交差点）
  - 青森県道283号百石下田線（上北郡おいらせ町・苗振谷地交差点）
  - 青森県道8号八戸野辺地線（上北郡おいらせ町獺野 -（重複）- 中下田交差点）
  - 青森県道140号下田停車場線（上北郡おいらせ町・中下田交差点）
  - 青森県道20号八戸三沢線（上北郡六戸町・森田交差点）
  - 青森県道211号折茂上北町停車場線（上北郡六戸町折茂）
  - 青森県道10号三沢十和田線（十和田市相坂）
  - 青森県道165号上野十和田線（十和田市三本木）
  - 青森県道10号三沢十和田線（十和田市洞内）
  - 青森県道169号立崎洞内線（十和田市・洞内交差点）
  - 青森県道22号三沢七戸線（上北郡七戸町・笊田交差点）
  - 青森県道173号乙供停車場中野線（上北郡七戸町字中野）
  - 青森県道242号後平青森線（上北郡七戸町字後平）
  - 青森県道8号八戸野辺地線（上北郡東北町字石坂）
  - 青森県道243号馬門野辺地線（上北郡野辺地町・馬門交差点）
  - 青森県道123号清水川滝沢野内線（東津軽郡平内町清水川）
  - 青森県道9号夏泊公園線（東津軽郡平内町沼館）
  - 青森県道215号小湊停車場線（東津軽郡平内町小湊）
  - 青森県道207号小豆沢西平内停車場線（東津軽郡平内町山口）
  - 青森県道9号夏泊公園線（東津軽郡平内町中野）
  - 青森県道269号増田浅虫線（青森市浅虫）
  - 青森県道259号久栗坂造道線（青森市・久栗坂交差点）
  - 青森県道44号青森環状野内線（青森市・野内字小笹交差点）
  - 青森県道47号青森東インター線・青森県道123号清水川滝沢野内線（青森市・馬屋尻交差点）
  - 青森県道259号久栗坂造道線（青森市・造道交差点）
  - 青森県道27号青森浪岡線（青森市・堤橋交差点）
  - 青森県道16号青森停車場線・青森県道120号荒川青森停車場線（青森市・中央1丁目交差点・長島1丁目交差点）

### 主な峠

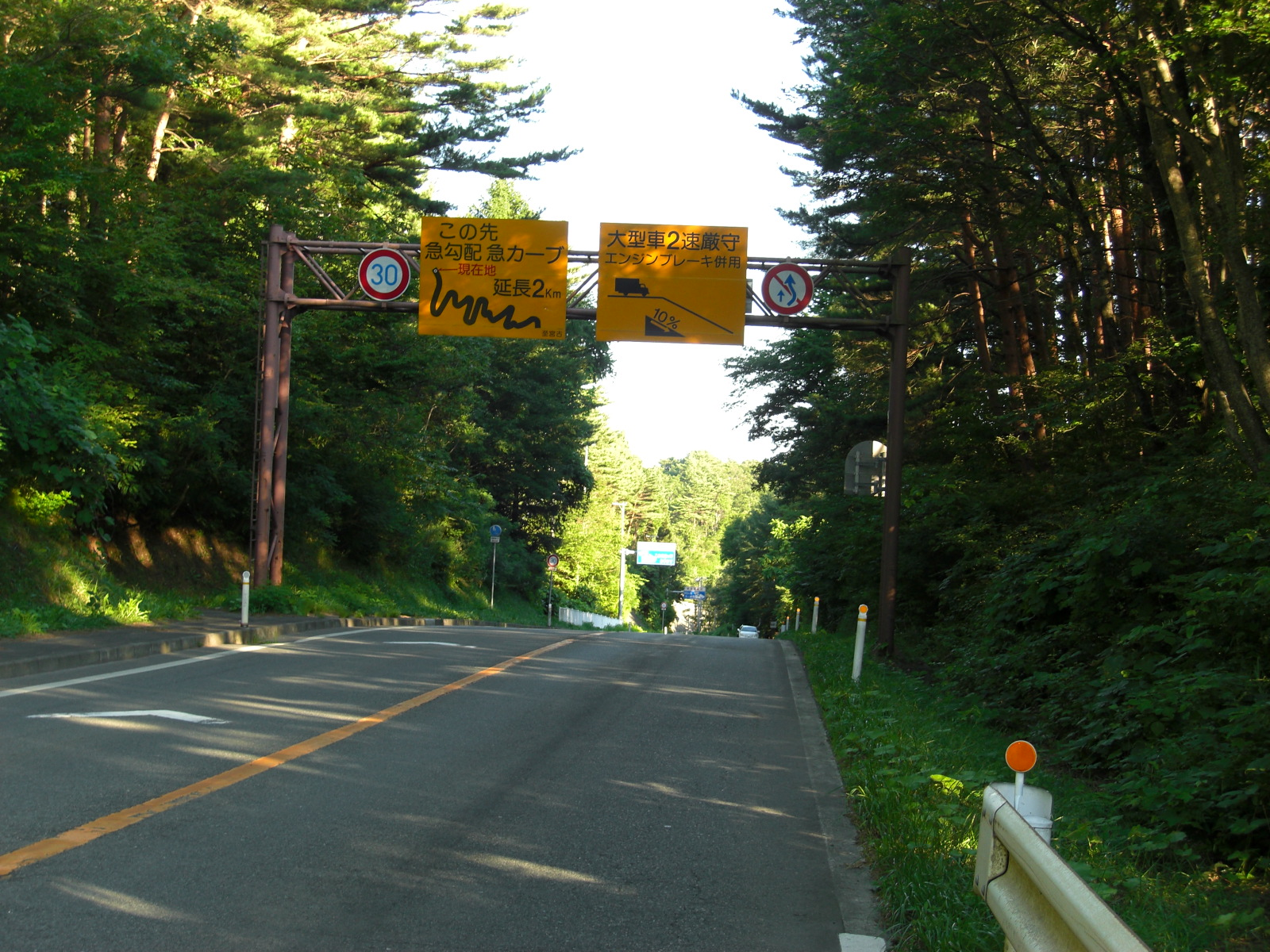
本線最大の難所である中野坂の頂上付近（岩手県下閉伊郡岩泉町）より、仙台方面を望む。

- 横山峠（標高150 m）：宮城県登米市 - 本吉郡南三陸町
- 只越峠（標高140 m）：宮城県気仙沼市
- 通岡峠（標高173 m）：岩手県陸前高田市 - 大船渡市
- 大峠（標高321 m）：岩手県大船渡市
- 鍬台峠（標高135 m）：岩手県大船渡市 - 釜石市
- 恋ノ峠（標高70 m）：岩手県釜石市
- つかの峠（標高190 m）：岩手県宮古市
- 中野峠 (中野坂)[注釈 1]（標高120 m）：岩手県下閉伊郡岩泉町
- 閉伊坂峠（標高380 m） : 岩手県下閉伊郡田野畑村（国道45号最高地点）

## 国道45号を題材とした歌曲
岩手県大船渡市出身のシンガーソングライターである濱守栄子は、売り上げの一部を義援金としたCD『国道45号線』で、2011年の東日本大震災の津波で甚大な被害を受けた自身の故郷を歌い、チャリティー活動を行なったことで知られる。